# Snake Plissken
Pour les articles homonymes, voir Pliskin.
Snake Plissken est un personnage de fiction créé par John Carpenter et incarné par Kurt Russell dans les films New York 1997 et Los Angeles 2013.

## Biographie fictive
- 1988

L'île de Manhattan est transformée en prison car le taux de criminalité aux États-Unis augmente de 400 %. S.D.(search and destroy) Bob Plissken est lieutenant de l'US Army dans la brigade des forces spéciales « Lumière Noire » (black night). Il est décoré de la « Medal of Honor » et de deux « Purple Heart » durant les campagnes de Leningrad et de Sibérie de la Troisième Guerre mondiale contre l'URSS, et est le plus jeune soldat à avoir été décoré par le président des États-Unis. Quelque temps après, il se tourne vers une vie criminelle, probablement à cause du sentiment d'avoir été trahi par le gouvernement américain durant la « ruse de Leningrad ». C'est pendant cette bataille qu'il perdit l'usage de son œil gauche.
- 1993[1]

Snake s'associe avec deux de ses amis, Harold Hellman et « Fresno » Bob, pour commettre un hold-up des Réserves fédérales à Kansas City. Hellman abandonne Plissken et « Fresno » Bob car ils sont en retard. Snake parvient à s'échapper mais « Fresno » se fait arrêter par des policiers sadiques qui le brutalisent et le torturent. Dans le camp de la mort Mental health corrections facility, en Pennsylvanie, un cyborg le force à manger ses propres intestins.
- 1997

Le 31 octobre, Snake Plissken est arrêté après un braquage de banque qui a mal tourné ; il est condamné à perpétuité. Alors qu'il est conduit au New York Maximum Security Penitentiary - Manhattan Island pour purger sa peine, un avion s'écrase sur l'île-prison. Les autorités se rendent compte trop tard qu'il s'agit de l'avion présidentiel. Hauk, le chef de la police, recrute Snake, un peu malgré lui, pour qu'il sauve le président et le contenu de sa précieuse mallette en échange du pardon pour tous ses actes criminels. Il a vingt-quatre heures pour y arriver. Arrivé sur l'île Snake apprend que le Président est aux mains du « Duc de New York ». Il se rend vite compte aussi que sa popularité l'a précédé car la plupart des gens qu'il croise le reconnaissent (bien qu'ils l'aient tous cru mort). Un chauffeur de taxi le conduit à Brain qui, selon lui, est le seul à pouvoir l'aider. Lorsque Snake est face à Brain, il reconnaît en lui son ancien comparse Harold Hellman. Avec le Taxi, Harold et sa copine Maggie surnommée « la pute de Brain », Snake retrouve la mallette et le Président mais seuls ces derniers survivront à la traversée du pont miné. Snake a rempli sa mission.
- 2000

Le 23 août, à 12 h 59, un tremblement de terre de force 9,6 sur l'échelle de Richter dévaste Los Angeles qui se détache du continent. Après la catastrophe, la Constitution est amendée et le président nouvellement élu accepte un mandat à vie. Lynchburg en Virginie devient la nouvelle capitale des États-Unis. L'île de Los Angeles est déclarée comme ne faisant plus partie des États-Unis et devient le lieu de déportation de tous ceux qui sont considérés comme indésirables.
- 2008[3]

Snake monte un coup avec Texas Mike O'Shea et Carjack Malone à Cleveland mais Carjack les laisse tomber car on lui propose un autre contrat. Carjack se fait arrêter et est déporté sur l'île de Los Angeles.
- 2013

Snake est arrêté à New Vegas, en Thaïlande. Il est inculpé pour rixe armée à but lucratif. Snake est amené deux semaines plus tard au centre de déportation Firebay 7. Sa destination : l'île de Los Angeles. Mais il sera en fin de compte envoyé en mission pour retrouver une unité prototype top secrète qu'Utopia, la fille du Président, a emportée à Los Angeles et a remis à Cuervo Jones, terroriste péruvien membre du Sentier Lumineux. S'il ramène la boîte noire, il sera lavé de tous ses crimes. Cette fois-ci il n'a que 10 heures. Arrivé sur l'île de Los Angeles, il rencontre plusieurs autochtones qui l'aideront à leur façon. L'un d'eux, l'agent, le mènera à Hershe, une chef de gang qui pourrait l'aider. Snake reconnait Hershe Las Palmas qui n'est autre que Carjack Malone qui a fait une opération pour changer de sexe.

## Description

### Physique
Snake Plissken porte un bandeau sur l'œil gauche et a les cheveux mi-longs. Il a aussi un tatouage de cobra sur l'abdomen.

### Personnalité
Cynique et solitaire, il ne semble pas aimer les autres (misanthrope). Il préfère une solitude plus « protectrice ». C'est un héros de guerre et un criminel reconnu coupable de plus de 27 crimes moraux.
Tout le monde le croit toujours mort alors que son unique motivation est de rester en vie « encore quelques secondes ».

## Création du personnage

### À propos du nom
Snake en anglais signifie serpent.

## Œuvres où le personnage apparaît

### Cinéma
- New York 1997 (Escape from New York, John Carpenter, 1981) avec Kurt Russell
- Los Angeles 2013 (Escape from L.A., John Carpenter, 1996) avec Kurt Russell

### Jeu vidéo
- Broforce (PC Mac Linux PS4, 2015) : Le personnage y apparaît en tant que "bro" jouable sous le pseudonyme de Snake Broskin.

### Inspiration
Ce personnage a largement inspiré les concepteurs de la série de jeux vidéo Metal Gear pour la création du personnage Solid Snake dont la personnalité, la biographie et les manières sont très ressemblantes. De plus, dans Metal Gear Solid 2, Solid Snake, sous couverture, prend le nom de « Iroquois Pliskin », en référence à Plissken.